# Hyptis

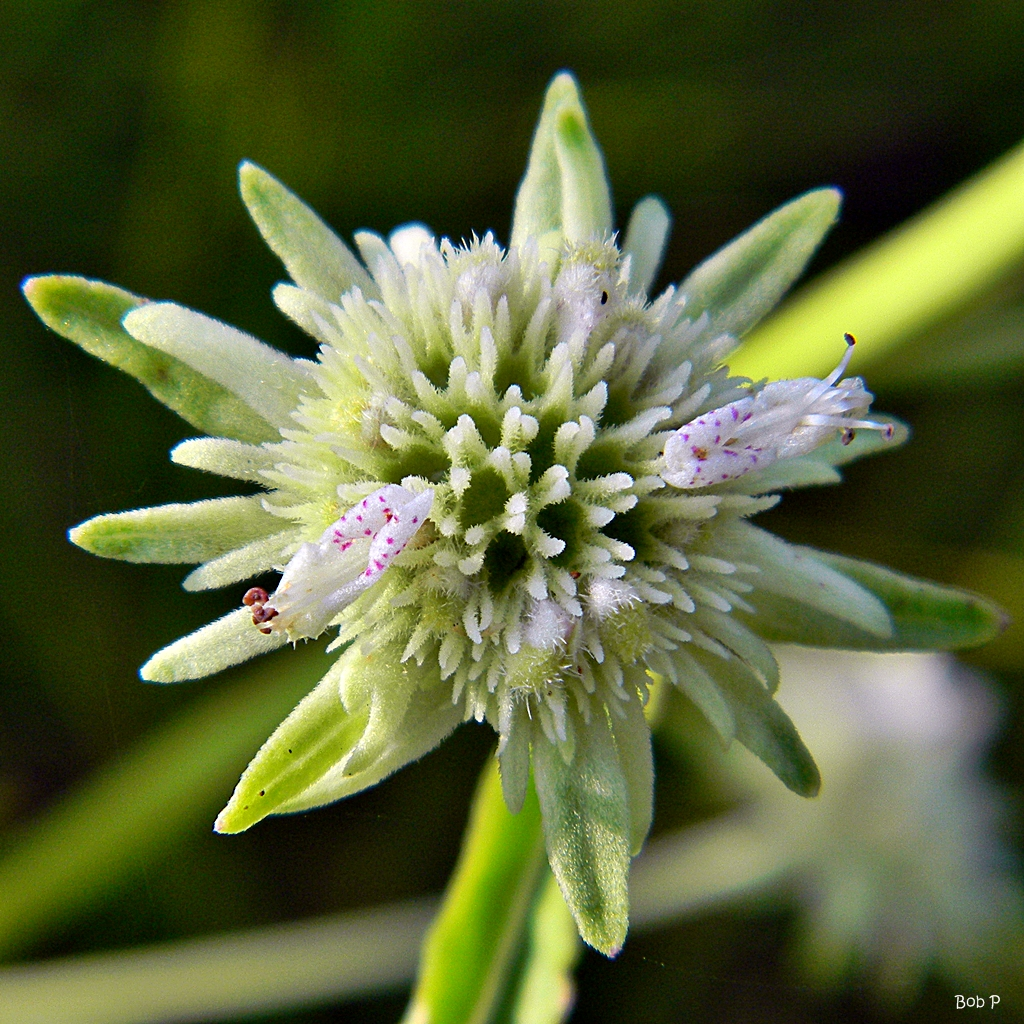
Hyptis alata

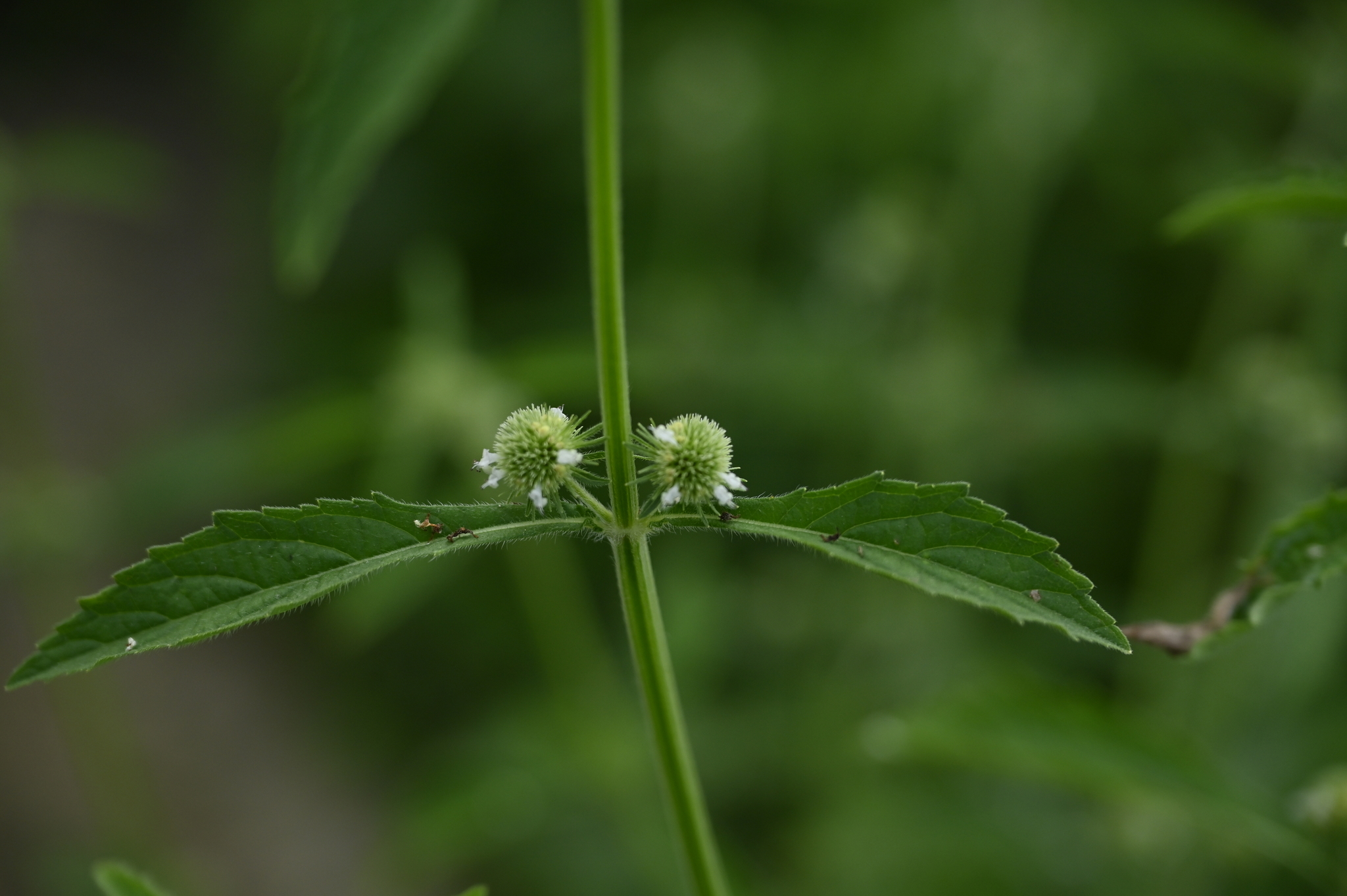
Hyptis brevipes

Hyptis – rodzaj roślin z rodziny jasnotowatych. Obejmuje 169 gatunków. Zasięg rodzaju obejmuje strefę tropikalną i subtropikalną obu kontynentów amerykańskich. Jako introdukowane rośliny z tego rodzaju rosną w strefie międzyzwrotnikowej Afryki, Azji i Australii. Rośliny te wyróżniają się eksplozywnym mechanizmem uwalniania pyłku – łatki korony dociskają pręciki i słupek we wnętrzu kwiatu, uwalniając je gwałtownie w wyniku poruszenia przez owada lub silny wiatr.
Niektóre gatunki wykorzystywane są lokalnie jako lecznicze. Związki czynne zawarte w olejkach eterycznych szeregu gatunków wykazują działanie antyseptyczne, przeciwnowotworowe i insektobójcze.

## Morfologia
PokrójKrzewy i krzewinki, czasem wykształcające okazały lignotuber, też rośliny zielne (jednoroczne i wieloletnie). Pędy aromatyczne lub bezwonne.
LiściePojedyncze lub złożone, zwykle pierzasto, czasem dłoniasto.
KwiatyZebrane w wierzchotki tworzące luźne lub gęste, główkowate kwiatostany złożone, nierzadko tworzące kolejnego rzędu złożone kwiatostany wiechowate lub kłosowate. Kwiaty są siedzące lub szypułkowe, wsparte przysadkami, kwiatostany wsparte są podsadkami, czasem barwnymi. Kielich rurkowaty lub lejkowaty, promienisty lub grzbiecisty, rzadko dwuwargowy, z łatkami różnie wykształconymi – zredukowanymi lub wyraźnymi w liczbie 5, czasem z przydatkami wyglądającymi jak dodatkowy zestaw działek, kształtu trójkątnego lub szydlastego, wzniesionymi lub rozpostartymi. Dwuwargowa korona jest biała, kremowa, liliowa, różowa, rzadko czerwona. Górna warga jest wzniesiona, zaostrzona lub zaokrąglona. Rurka walcowata lub lejkowata, czasem silnie zwężona. Pręciki wystają z rurki korony, ich nitki są nagie lub owłosione.
OwoceRozłupki powstające po cztery, czasem pojedyncze lub dwie. Spłaszczone do jajowatych, zaostrzone lub zaokrąglone, czasem z rozrośniętą tkanką powietrzną.

## Systematyka
Pozycja systematyczna

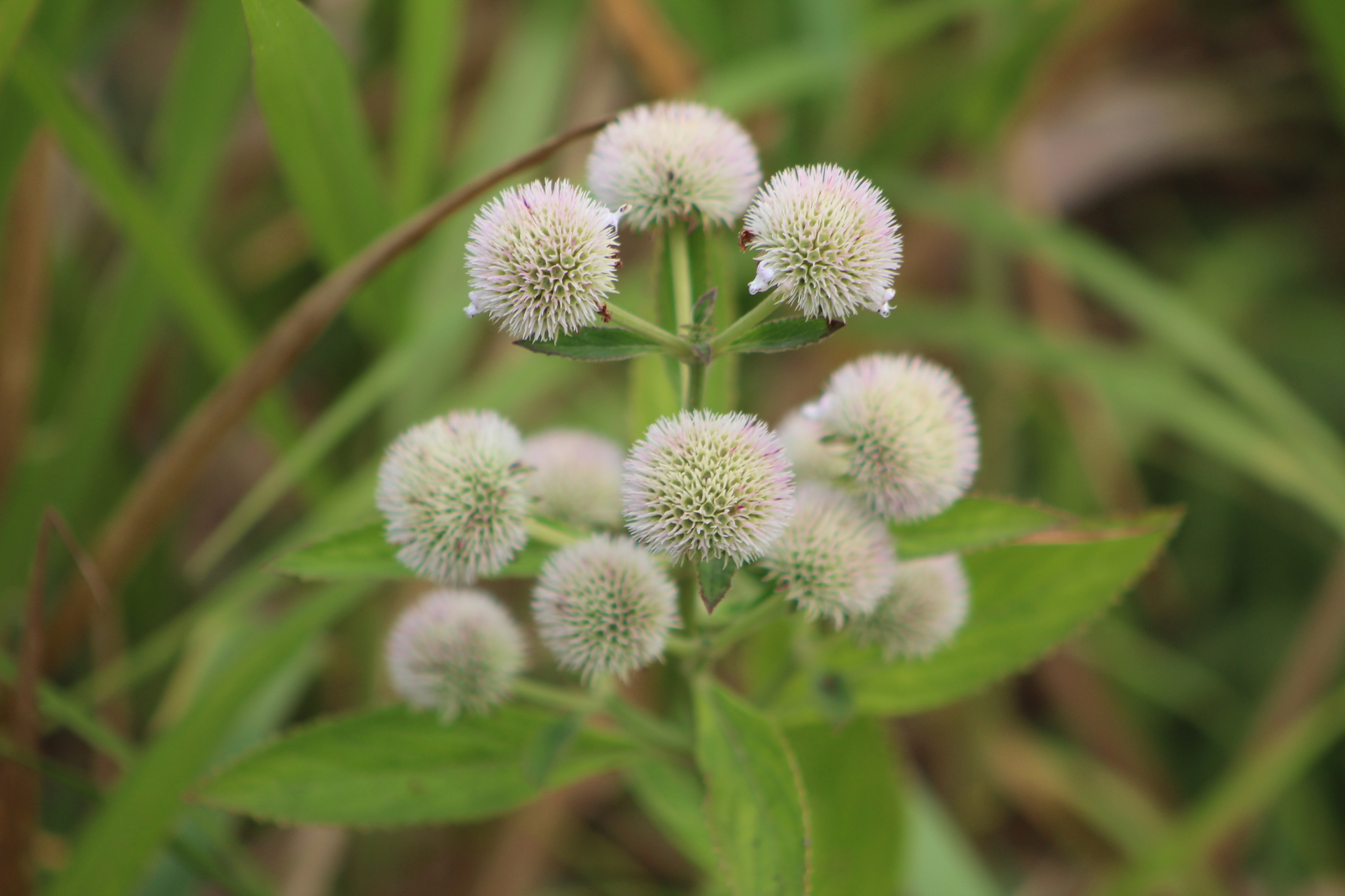
Hyptis capitata

Rodzaj z plemienia Ocimeae z podrodziny Nepetoideae należącej do rodziny jasnotowatych Lamiaceae. W obrębie plemienia należy do podplemienia Hyptidinae. Rodzaj w tradycyjnym ujęciu był parafiletyczny obejmując znakomitą większość z ok. 400 gatunków wyróżnianych w podplemieniu Hyptidinae. Liczne sekcje w obrębie tego rodzaju zostały wyniesione do rangi osobnych rodzajów i współcześnie (2023) w obrębie podplemienia wyróżnia się ich 19. Wciąż jednak klasyfikacja nie jest stabilna.
Wykaz gatunków
- Hyptis actinocephala Griseb.
- Hyptis adamantium A.St.-Hil. ex Benth.
- Hyptis alata (Raf.) Shinners
- Hyptis alpestris A.St.-Hil. ex Benth.
- Hyptis alutacea Pohl ex Benth.
- Hyptis amaurocaulis Briq.
- Hyptis ammotropha Griseb.
- Hyptis angulosa Schott ex Benth.
- Hyptis angustifolia Pohl ex Benth.
- Hyptis arenaria Benth.
- Hyptis argentea Epling & Mathias
- Hyptis armillata Epling
- Hyptis asteroides A.St.-Hil. ex Benth.
- Hyptis atrorubens Poit.
- Hyptis australis Epling
- Hyptis bahiensis Harley
- Hyptis balansae Briq.
- Hyptis bicolor Epling
- Hyptis brachiata Briq.
- Hyptis brachypoda Epling
- Hyptis brevipes Poit.
- Hyptis cachimboensis Harley
- Hyptis caduca Epling
- Hyptis caespitosa A.St.-Hil. ex Benth.
- Hyptis campestris Harley & J.F.B.Pastore
- Hyptis capitata Jacq.
- Hyptis coccinea Mart. ex Benth.
- Hyptis colligata Epling & Játiva
- Hyptis colubrimontis Epling & Játiva
- Hyptis comaroides (Briq.) Harley & J.F.B.Pastore
- Hyptis complicata A.St.-Hil. ex Benth.
- Hyptis conferta Pohl ex Benth.
- Hyptis corymbosa Benth.
- Hyptis crassipes Epling
- Hyptis crenata Pohl ex Benth.
- Hyptis cruciformis Epling
- Hyptis cualensis J.G.González & Art.Castro
- Hyptis cymulosa Benth.
- Hyptis deminuta (Epling) Epling
- Hyptis dictyodea Pohl ex Benth.
- Hyptis dilatata Benth.
- Hyptis ditassoides Mart. ex Benth.
- Hyptis divaricata Pohl ex Benth.
- Hyptis dumetorum Morong
- Hyptis eriocauloides A.Rich.
- Hyptis fallax Harley
- Hyptis ferruginosa Pohl ex Benth.
- Hyptis florida Benth.
- Hyptis frondosa S.Moore
- Hyptis gardneri Briq.
- Hyptis goyazensis A.St.-Hil. ex Benth.
- Hyptis grisea Harley
- Hyptis guanchezii Harley
- Hyptis hamatidens Epling & Játiva
- Hyptis hassleri Briq.
- Hyptis havanensis Britton ex Epling
- Hyptis heterophylla Benth.
- Hyptis hilarii Benth.
- Hyptis hirsuta Kunth
- Hyptis hispida Benth.
- Hyptis homalophylla Pohl ex Benth.
- Hyptis huberi Harley
- Hyptis humilis Benth.
- Hyptis hygrobia Briq.
- Hyptis imbricata Pohl ex Benth.
- Hyptis imbricatiformis Harley
- Hyptis imitans Epling
- Hyptis inodora Schrank
- Hyptis intermedia Epling
- Hyptis involucrata Benth.
- Hyptis kempffiana Harley
- Hyptis kramerioides Harley & J.F.B.Pastore
- Hyptis laciniata Benth.
- Hyptis lacustris A.St.-Hil. ex Benth.
- Hyptis lagenaria A.St.-Hil. ex Benth.
- Hyptis lanceolata Poir.
- Hyptis langlassei Fernald
- Hyptis lantanifolia Poit.
- Hyptis lanuginosa Glaz. ex Epling
- Hyptis lappacea Benth.
- Hyptis lappulacea Mart. ex Benth.
- Hyptis laurifolia A.St.-Hil. ex Benth.
- Hyptis lavandulacea Pohl ex Benth.
- Hyptis lavoisierifolia A.Soares, J.F.B.Pastore & Harley
- Hyptis leptoclada Benth.
- Hyptis linarioides Pohl ex Benth.
- Hyptis lobata A.St.-Hil. ex Benth.
- Hyptis loeseneriana Pilg.
- Hyptis longifolia Pohl ex Benth.
- Hyptis lorentziana O.Hoffm.
- Hyptis lucida Pohl ex Benth.
- Hyptis lutescens Pohl ex Benth.
- Hyptis luticola Epling
- Hyptis macrocephala M.Martens & Galeotti
- Hyptis marrubioides Epling
- Hyptis maya Harley
- Hyptis melittiflora Harley & J.F.B.Pastore
- Hyptis meridionalis Harley & J.F.B.Pastore
- Hyptis microphylla Pohl ex Benth.
- Hyptis microsphaera Epling
- Hyptis minutifolia Griseb.
- Hyptis mollis Pohl ex Benth.
- Hyptis monticola Mart. ex Benth.
- Hyptis muelleri Briq.
- Hyptis multibracteata Benth.
- Hyptis nigrescens Pohl ex Benth.
- Hyptis nudicaulis Benth.
- Hyptis obtecta Benth.
- Hyptis obtusiflora C.Presl ex Benth.
- Hyptis odorata Benth.
- Hyptis orbiculata Pohl ex Benth.
- Hyptis origanoides Pohl ex Benth.
- Hyptis ovalifolia Benth.
- Hyptis ovata Pohl ex Benth.
- Hyptis pachyarthra Briq.
- Hyptis pachycephala Epling
- Hyptis pachyphylla Epling
- Hyptis paludosa A.St.-Hil. ex Benth.
- Hyptis parkeri Benth.
- Hyptis passerina Mart. ex Benth.
- Hyptis pastorei Harley & Antar
- Hyptis paupercula Epling
- Hyptis penaeoides Taub. ex Ule
- Hyptis personata Epling
- Hyptis petiolaris Pohl ex Benth.
- Hyptis piranii Harley
- Hyptis proteoides A.St.-Hil. ex Benth.
- Hyptis pseudolantana Epling
- Hyptis pseudosinuata Epling
- Hyptis pulchella Briq.
- Hyptis pulegioides Pohl ex Benth.
- Hyptis pusilla (Pohl) Harley & J.F.B.Pastore
- Hyptis pycnocephala Benth.
- Hyptis pyriformis Epling & Játiva
- Hyptis radicans (Pohl) Harley & J.F.B.Pastore
- Hyptis ramosa Pohl ex Benth.
- Hyptis recurvata Poit.
- Hyptis remota Pohl ex Benth.
- Hyptis rhypidiophylla Briq.
- Hyptis rhytidea Benth.
- Hyptis riparia Harley
- Hyptis rondonii Epling
- Hyptis rotundifolia Benth.
- Hyptis rubiginosa Benth.
- Hyptis salicina J.A.Schmidt
- Hyptis salvioides (Zahlbr.) ined.
- Hyptis savannarum Briq.
- Hyptis saxatilis A.St.-Hil. ex Benth.
- Hyptis selloi Benth.
- Hyptis sericea Benth.
- Hyptis shaferi Britton
- Hyptis sinuata Pohl ex Benth.
- Hyptis spathulata Harley
- Hyptis subviolacea Briq.
- Hyptis tetracephala Bordignon
- Hyptis tetragona Pohl ex Benth.
- Hyptis tricephala A.St.-Hil. ex Benth.
- Hyptis tuberosa Harley
- Hyptis tumidicalyx Epling & Játiva
- Hyptis turnerifolia Mart. ex Benth.
- Hyptis tweediei Benth.
- Hyptis uliginosa A.St.-Hil. ex Benth.
- Hyptis uncinata Benth.
- Hyptis velutina Pohl ex Benth.
- Hyptis vilis Kunth & C.D.Bouché
- Hyptis villosa Pohl ex Benth.
- Hyptis viminea Epling
- Hyptis woodii Harley
- Hyptis xanthiocephala Mart. ex Benth.